# Gare de Süttő
La gare de Süttő (en hongrois : Süttő vasútállomás) est une halte ferroviaire hongroise, située à Süttő.